# 金琴順
金琴順（韓語：김금순，1973年8月21日—），另譯作金錦順、金今順，韓國女演員。

## 演出作品

### 劇集
- 2016年：OCN《38師機動隊》飾演 餐廳老闆
- 2016年：SBS《我的完美新娘》飾演 餐廳女老闆
- 2016年：MBC《吹吧微風》飾演 金女士
- 2016年：tvN《孤單又燦爛的神—鬼怪》飾演 大嬸鬼（E14、16）
- 2017年：tvN《秘密森林》飾演 兔子咖啡店老闆（E03）
- 2017年：tvN《沒禮貌的英愛小姐第16季》
- 2018年：MBC《偉大的誘惑者》飾演 執事
- 2019年：MBC《黃金庭院》飾演 家政婦奶奶
- 2020年：tvN《機智醫生生活》（E07）
- 2020年：MBC《李小姐知情》飾演 尹明和
- 2021年：tvN《黑道律師文森佐》飾演 過去的委託人（E04、09）
- 2021年：SBS《紅天機》飾演 月善
- 2022年：Coupang Play《安娜》（E01、04）
- 2022年：KBS2《真劍勝負》飾演 陳正的母親
- 2022年：Netflix《命定之人》（E03）
- 2022年：ENA《我把社長解鎖了》（E01）
- 2022年：Disney+《地下精英》飾演 孫銀正（E06、07）
- 2023年：Netflix《末日騎士》飾演 核心區的清潔工
- 2023年：Disney+《惡中之惡》飾演 柳承玉
- 2024年：TVING《愛情少一啪》飾演 恩美（E01）
- 2024年：Netflix《殺人者的難堪》飾演 李光勳的妻子（E01）
- 2024年：JTBC《雖然不是英雄》飾演 白軼鴻
- 2024年：tvN《媽媽朋友的兒子》飾演 都才淑[2]
- 2024年：Netflix《魷魚遊戲2》飾演 #349
- 2025年：Disney+《揭密最前線》飾演 韓道的母親
- 2025年：Netflix《苦盡柑來遇見你》飾演 金小姐
- 2025年：ENA《主婦偵探社Salon de Holmes》飾演 崔良熙
- 2025年：Netflix《魷魚遊戲3》飾演 #349
- 2026年：tvN《在大韓民國當房東的方法》飾演 全陽子

### 電影
- 2013年：《正義辯護人》飾演 被告人媽媽
- 2013年：《回家的路》飾演 法國檢察官辦公室翻譯
- 2014年：《失業女王聯盟》飾演 收銀員
- 2016年：《屍速列車》飾演 倖存者
- 2016年：《潘朵拉》飾演 月村里居民
- 2016年：《偷天對決》飾演 投資客會員
- 2013年：短篇《陽臺／베란다》飾演 媽媽
- 2017年：《金權性內幕》飾演 木浦檢察官夫人
- 2017年：《被操縱的都市》飾演 傳單的女人
- 2017年：《容順》飾演 超市大媽
- 2018年：《明堂／風水》飾演 酒幕主人
- 2019年：《娑婆訶》飾演 祭天巫師
- 2019年：《正午的野餐》飾演 姜美京
- 2019年：《如同第一杯／初盞初樂》飾演 管理公司女士
- 2019年：《82年生的金智英》飾演 小姑姑
- 2020年：《法國女人》飾演 護士
- 2020年：《喬瑟與老虎、魚》飾演 賢南
- 2021年：《無人之境》飾演 自言自語的人
- 2021年：《咒術屍戰》飾演 清掃勞動者
- 2021年：《美味的電影／맛있는 영화》飾演
- 2022年：《出生真好》飾演 舅媽
- 2022年：《嬰兒轉運站》飾演 朴女士
- 2022年：《緊急迫降》飾演 旅行家族
- 2022年：《月落之夜》飾演
- 2022年：《嬰煞》飾演 健康院女社長
- 2022年：《妖精／요정》飾演 安珠蘭
- 2022年：《1號國道／1번국도》飾演 郭代表
- 2022年：《蔚山之星／울산의 별/영화로운 형제》
- 2023年：《鬼夢遊》飾演 海宮奶奶
- 2024年：《殺手們》飾演 聲音
- 2024年：《私密背叛／정순》飾演 靜順[3][4][5]
- 2024年：《牧羊人／양치기》
- 2024年：《我還要再躺會兒／더 납작 엎드릴게요》

## 獲獎
- 2018年：第1屆濟州hondie電影節—演技獎《陽臺》
- 2022年：第17屆羅馬電影節—最佳女主角《蔚山之星》
- 2022年：第24屆釜山獨立影展—演技獎《親密背叛》
- 2022年：第27屆釜山國際影展—年度演員獎《蔚山之星》
- 2024年：第11屆野花電影獎—最佳女主角《蔚山之星》
- 2024年：第33屆釜日電影獎—最佳女主角《親密背叛》
- 2025年：第23届导演选择奖—最佳新晋女演员《蔚山之星》[6]

## 外部連結
- 金琴順的Instagram帳戶
- 金琴順在NAVER上的资料
- 金琴順在韩国电影数据库（KMDb）上的資料（韓語）